# Banque du Bangladesh
La Banque du Bangladesh (en bengali : বাংলাদেশ ব্যাংক) est la banque centrale du Bangladesh, fondée le 16 décembre 1971.

## Histoire
Le 7 avril 1972, après la guerre de libération du Bangladesh et l'indépendance finale du Bangladesh, le gouvernement du Bangladesh a adopté le Bangladesh Bank Order (P.O. No. 127 de 1972), réorganisant la succursale de Dhaka de la Banque d'État du Pakistan en Bangladesh Bank, la banque centrale du pays et l'organisme de réglementation suprême du système monétaire et financier du pays.

### Piratage informatique en 2016
La Banque centrale est victime en février 2016 d'un piratage informatique et s'est fait dérober 81 millions de dollars. La Banque a par la suite essayé de récupérer les millions volés.  